# XI Congresso del Partito Comunista Italiano
L'XI Congresso del Partito Comunista Italiano si svolse a Roma dal 25 al 31 gennaio 1966.

## Storia
Dopo vent'anni, toccò a Luigi Longo l'onere della relazione introduttiva. Nel 1964 Togliatti era morto a Jalta, colpito da emorragia cerebrale. Il nuovo segretario del PCI, oltre a riprendere, nell'introduzione e nelle conclusioni, gli spunti del memoriale, redatto da Togliatti poco prima della morte, spaziò fra il campo mondiale (in particolare le relazioni con l'URSS e l'escalation della guerra nel Vietnam) e la politica nazionale con la nascita del Partito Socialista Italiano di Unità Proletaria (1964) (PSIUP) e il procedere dell'esperienza di centrosinistra con le sue contraddizioni, il Concilio Vaticano II e l'attenzione al dialogo con le masse cattoliche, gli apprezzamenti per la vivacità del dibattito precongressuale, al quale avevano dato il loro contributo più di centomila iscritti.
Fra gli interventi più significativi, quello di Ingrao, che richiedeva maggiore trasparenza e lealtà nel dibattito interno e che sollecitava l'intervento sulle contraddizioni interne alla Democrazia Cristiana, la creazione di un polo che riunisse PCI, PSIUP e sinistra socialista e la formulazione di un programma alternativo che chiamasse a raccolta le forze di sinistra del Paese.
Il Comitato Centrale elesse la nuova Direzione che risultò composta da Alicata, Amendola, Berlinguer, Bufalini, Chiaromonte, Colombi, Cossutta, Di Giulio, Fanti, Fibbi, Galluzzi, Ingrao, Iotti, Lama, La Torre, Macaluso, Miana, Napolitano, Natta, Novella, Pajetta, Pecchioli, Reichlin, Romagnoli, Rinaldo Scheda, Sereni, Scoccimarro, Terracini e Tortorella. Ne facevano parte anche Longo, eletto Segretario Generale, e Occhetto, Segretario della FGCI.